# Ječam ozimac
Ječam ozimac (obični ječam, jačmen, ozimac, lat. Hordeum vulgare) je jednogodišnja biljka iz porodice trava (Graminae/Poaceae). Jednogodišnja je zeljasta biljka visoka do jedan metar, koja raste po poljima na kojima se sadi. Upotrebljava se u prehrani, kao krmivo i u pivarstvu. Također je ljekovita.

## Povijest i rasprostranjenost
Ječam se smatra jednom od najstarijih žitarica u Europi. Sijao se još u kameno doba, kultivirao u starom Egiptu, Mezopotamiji i području europskih sojenica. Sumerani su uz uobičajenu primjenu u kuhinji, tu žitaricu koristili kao mjeru i novac, a Vedski tekstovi spominju ječam i rižu kao dva besmrtna nebeska sina. U Babilonu se od njega pravila kaša i pivo, a u Starom vijeku je prženi ječam bio važna živežna namirnica. Zdrava je i jeftina zamjena za kavu, a ječmeni slad je odlična zamjena za šećer.
Ječam je žitarica koja uspijeva u hladnijim krajevima. Koristi se za proizvodnju kruha, slada, piva, viskija,kvasa, kavovina, stočne hrane i dr. i zauzima četvrto mjesto u proizvodnji žitarica.
H. vulgare se dijeli na pet konvarijeteta:
1. dvoredni ječam   (Hordeum vulgare convar. distichum), koji najčešće služi za proizvodnju piva;
2. višeredni ječam  (Hordeum vulgare convar. hexastihum)
3. prijelazni ječam (Hordeum vulgare convar. intermedium)
4. nepotpuni ječam  (Hordeum vulgare convar. deficiens)
5. labilni ječam    (Hordeum vulgare convar. labile)

## Ljekovito djelovanje
U 100 g ječma nalazi se 354 kalorije, obiluje nezasićenim masnim kiselinama (koje smanjuju razine kolesterola u krvi). Sadrži dosta vitamina A, vitamina D, vitamina E, veće količine Vitamina B12 (koji je inače rijedak u biljkama), pantotenske kiseline, a od minerala sadrži kalij, magnezij, cink, željezo, fosfor, kobalt, fluor i jod.
Lako je probavljiv i sadrži mnogo topivih vlakana, koja pomažu u zaštiti od raka prostate i dojke.
- H. vulgare
- H. vulgare subsp. vulgare
- H. vulgare
- H. vulgare subsp. distichum
- H. vulgare subsp. hexastichum
- H. vulgare subsp. vulgare

## Sinonimi
Postoje brojni sinonimi među kojima:
- Hordeum sativum Jess.
- Hordeum sativum Pers.

## Vanjske poveznice
- AgroKlub: Ječam